# Гиги, Эфраин
Эфраи́н Ги́ги А́ббо (исп. Efraín Guigui Abbo; 19 сентября 1925, Панама — 18 июня 2007, Лос-Анджелес) — аргентинский кларнетист, музыкальный педагог, дирижёр. Отец режиссёра Майкла Гиги.

## Биография
Окончил Буэнос-Айресскую консерваторию как кларнетист, затем преподавал в ней. Был кларнетистом Буэнос-Айресского симфонического оркестра, в составе которого играл под руководством таких дирижёров, как Эрих Клайбер, Герберт Караян, Клеменс Краус, Отто Клемперер, Игорь Маркевич. Затем начал пробовать себя в роли дирижёра, стажировался в Тэнглвудском музыкальном центре, учился у Леопольда Стоковского. По приглашению Пабло Казальса участвовал в проводившихся им музыкальных фестивалях на Пуэрто-Рико.
В 1974 г. обосновался в США и возглавил Вермонтский симфонический оркестр, которым руководил до 1989 г.; одновременно преподавал кларнет и гармонию в Джонсонском государственном колледже и дирижирование в Дартмутском колледже. По случаю 50-летия оркестра руководил его турне по всем городам штата Вермонт.
После отъезда из Вермонта Гиги работал в качестве приглашённого дирижёра с различными оркестрами Мексики, Пуэрто-Рико и США, в 1992—1994 гг. возглавлял Национальный симфонический оркестр Панамы. В 1995 г. организовал в Мексике Молодёжный симфонический оркестр штата Веракрус.
Лауреат Премии Дитсона (1986) — старейшей американской премии для дирижёров.